# 板橋区立熱帯環境植物館
板橋区立熱帯環境植物館（いたばしくりつねったいかんきょうしょくぶつかん、英: Itabashi Botanical Garden）は東京都板橋区にある室内植物園 。通称はグリーンドームねったいかん。

## 歴史
板橋清掃工場の余熱を活用した施設であり、従来の温室植物園を改修して1994年（平成6年）9月に開館した。開館と同時期に、板橋区はマレーシアのペナン州政府と「友好提携に関する共同声明」に調印している。2005年からは指定管理者制度が導入され、西武造園・横浜八景島・西武緑化管理の共同企業体が受託している。2020年9月より改修工事を開始し、2021年4月に工事完了、2021年4月20日にリニューアルオープンした。

## 館内
この植物園は、深海魚や珊瑚礁の魚類などの海水生物が飼育されている水槽から、アジアアロワナや国内で唯一の展示が知られている世界最大の淡水エイであるヒマンチュラ・チャオプラヤなど東南アジアの熱帯魚が飼育されている大型水槽などがあるミニ水族館から始まり、ニッパヤシマングローブ林、そしてフタバガキ科、ラン、シャクナゲなどの他の植物を含む、300種類以上の東南アジアの植物をもつ温室がある。喫茶室「クレア」は土日・祝日のみの営業でマレーシアカレーやナシゴレンなどアジア料理を提供し、平日は休憩所として開放している。

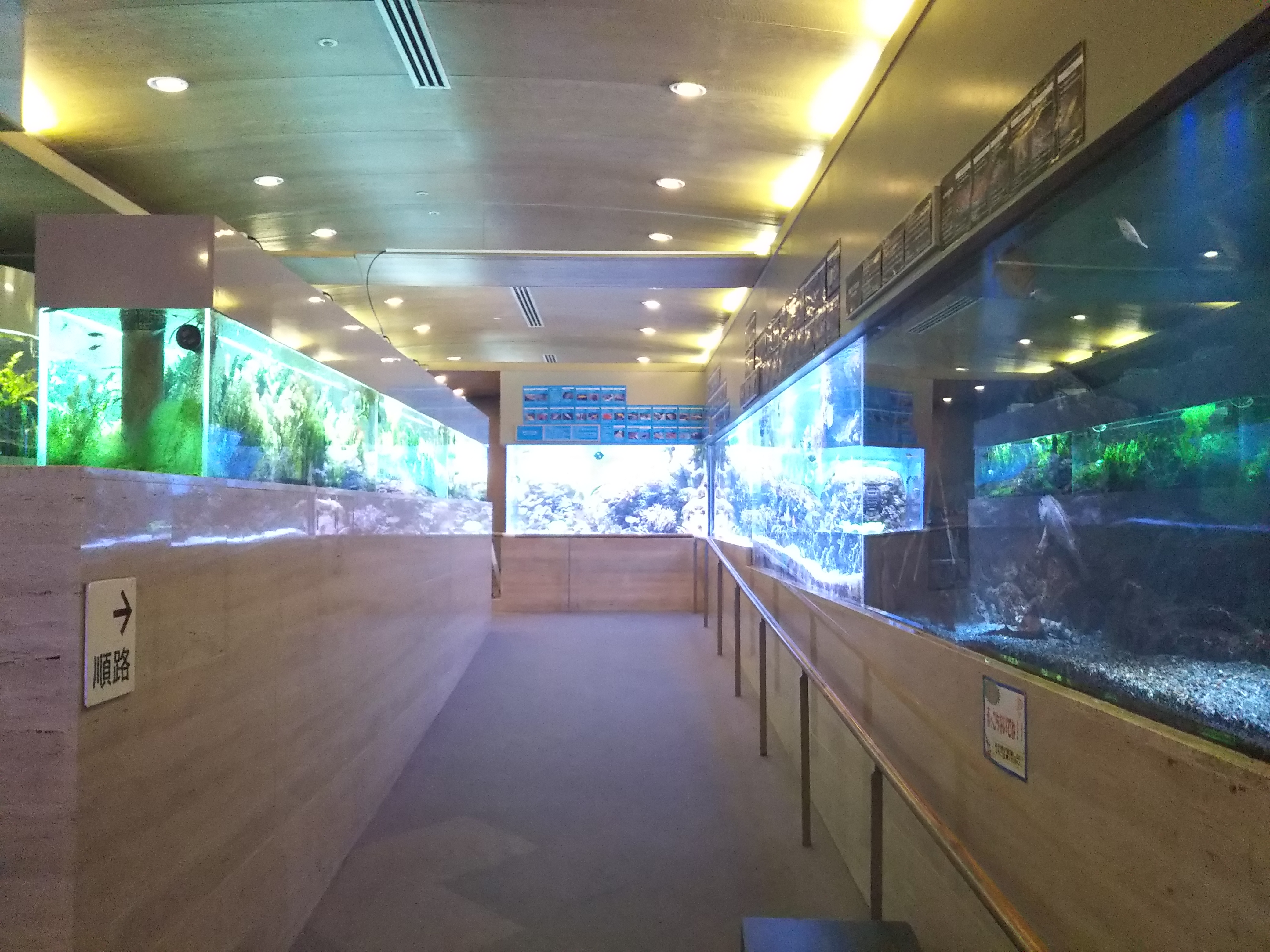
ミニ水族館
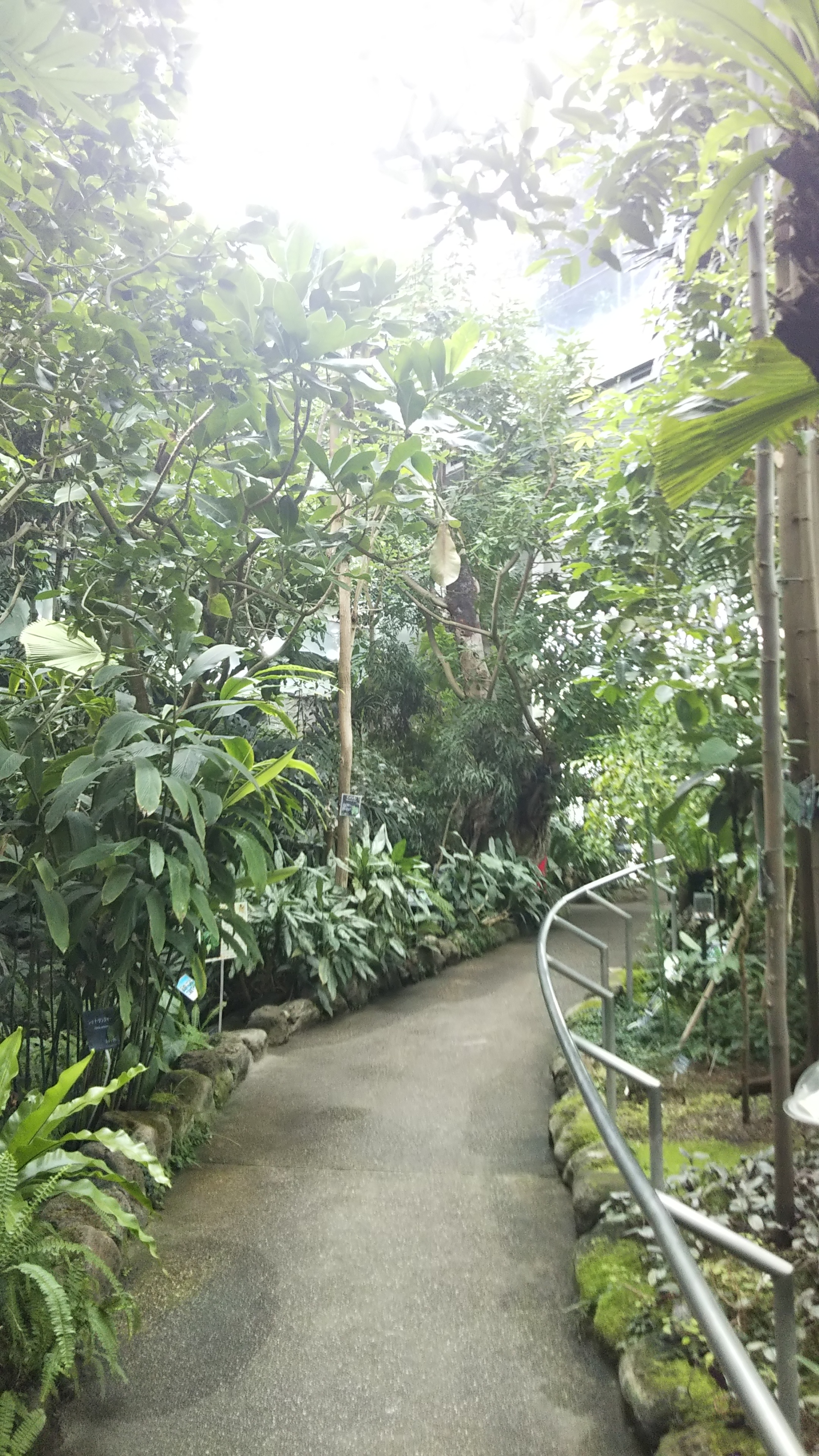
熱帯林を再現した温室
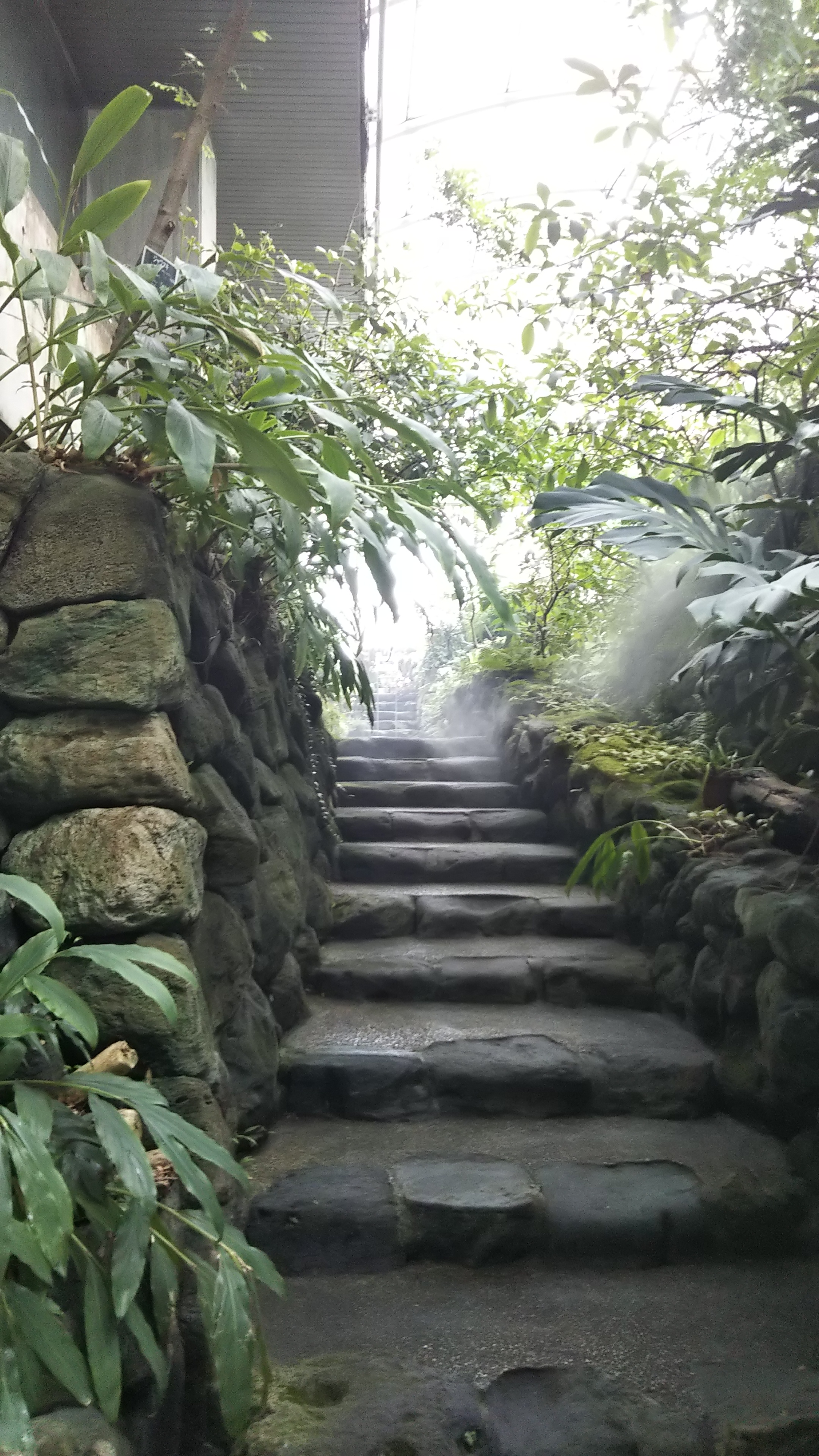
高山植物を展示する雲霧林
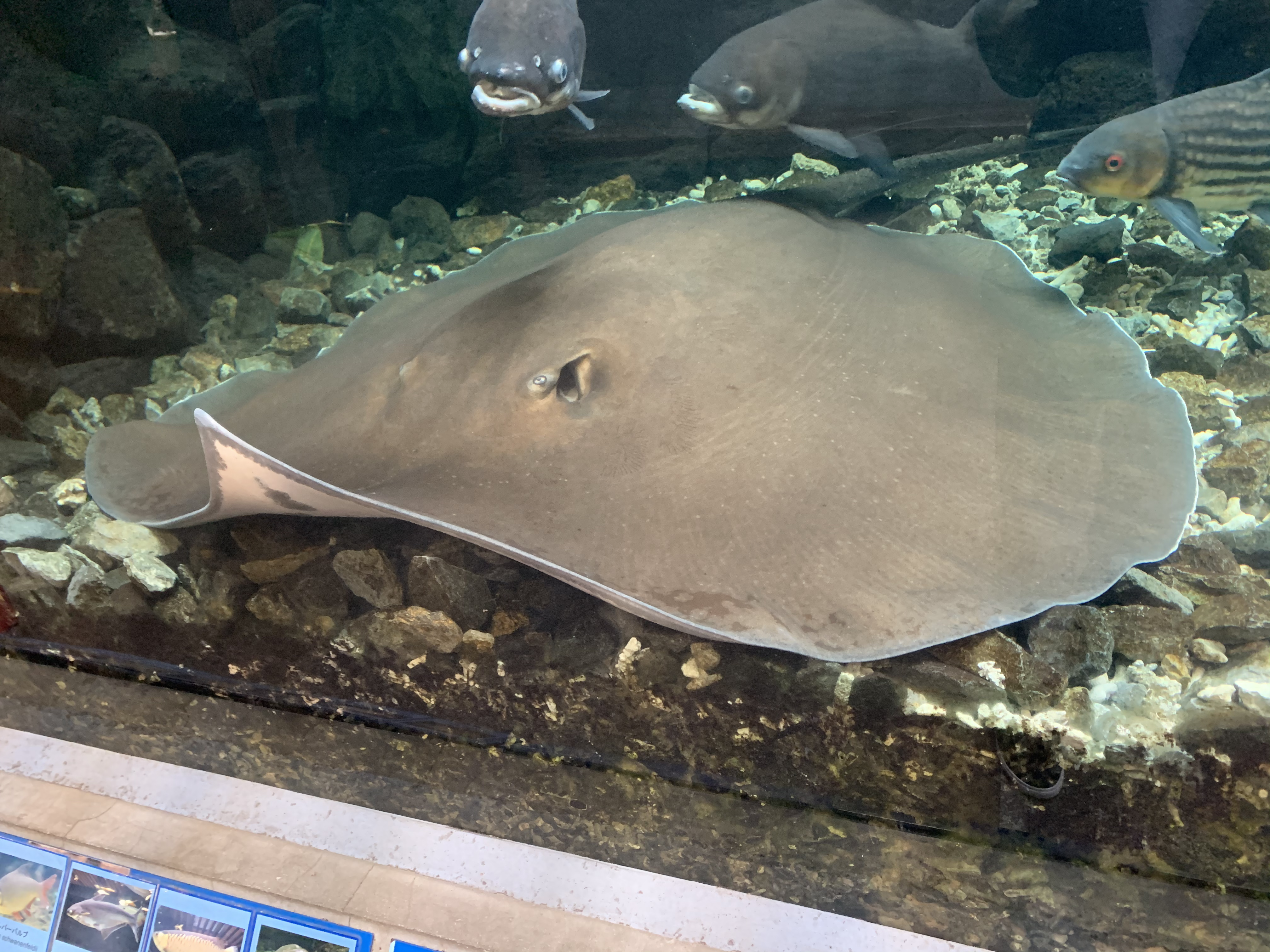
ヒマンチュラ・チャオプラヤ